# Sleep Medicine Reviews
Sleep Medicine Reviews, abgekürzt Sleep Med. Rev., ist eine wissenschaftliche Fachzeitschrift, die vom Elsevier-Verlag veröffentlicht wird. Die Zeitschrift wurde 1997 gegründet und erscheint mit sechs Ausgaben im Jahr. Es werden Übersichtsarbeiten veröffentlicht, die sich mit Schlafstörungen beschäftigen.
Der Impact Factor lag im Jahr 2014 bei 8,513. Nach der Statistik des ISI Web of Knowledge wird das Journal mit diesem Impact Factor in der Kategorie klinische Neurologie an siebenter Stelle von 192 Zeitschriften und in der Kategorie Neurowissenschaften an 17. Stelle von 252 Zeitschriften geführt.